# PAE Kastoria
Maillots
Le Athlitikos Gymnastikos Syllogos Kastoria Podosfairiki Anonymi Etaireia (en grec moderne : Αθλητικός Γυμναστικός Σύλλογος Καστοριά Ποδοσφαιρική Ανώνυμος Εταιρεία), plus couramment abrégé en AGS Kastoria, est un club grec de football fondé en 1963 et basé dans la ville de Kastoria, en Macédoine-Occidentale.

## Histoire
Le club naît en 1963 de la fusion de trois clubs locaux (Aris, Atromitos et Orestias). En 1975, Kastoria joue pour la première fois en Superleague Ellàda (1re division grecque). Il y reste jusqu'en 1983, et y joue à nouveau lors de la saison 1996/1997.
Après avoir été relégué en Delta Ethniki en 2001/2002, (l'équivalent de la 4e division), le club remonte en Beta Ethniki (seconde division), à l'issue de la saison 2003/2004.
Lors de la saison 2007/2008, Kastoria est entraîné par Ljupco Dimovski, et termine en 15e position.
Il évolue en Beta Ethniki (D2) lors de la saison 2008/2009.

## Palmarès et statistiques

### Palmarès
| Compétitions nationales | |
| --- | --- |
| \| - Coupe de Grèce (1) : - Vainqueur : 1979-80[2]. - Supercoupe de Grèce : - Finaliste : 1980. \| - Championnat de Grèce D3 (3) : - Champion : 1973-74, 1994-95 (Gr. 2) et 2003-04. - Championnat de Grèce D4 : - Vice-champion : 1991-92. \| | |
| - Coupe de Grèce (1) : - Vainqueur : 1979-80. - Supercoupe de Grèce : - Finaliste : 1980. | - Championnat de Grèce D3 (3) : - Champion : 1973-74, 1994-95 (Gr. 2) et 2003-04. - Championnat de Grèce D4 : - Vice-champion : 1991-92. |

### Campagnes européennes
Kastoria a participé à la Coupe d'Europe des vainqueurs de coupe de football 1980-1981. Le club est éliminé dès le 1er tour par les Soviétiques (actuelle Géorgie) du FC Dinamo Tbilissi : 2-2/0-2.

### Records
- Le joueur recordman du nombre de matchs avec l'équipe est Alexis Alexiadis (401 matchs).
- Le joueur recordman du nombre de buts avec l'équipe est Anestis Afentoulidis (82 buts)

## Personnalités du club

### Présidents du club
| - Konstantinos Toufexis (1963 - 1964) - Georgios Tzortzis (1964 - 1965) - Stefanos Panagiotou & Alexandros Karanasios (1965 - 1966) - Alexandros Karanasios (1966 - 1967) - Georgios Tzortzis & Emmanouil Dramilarakis (1967 - 1968) - Michail Spanos (1968 - 1969) - Sotiris Sianos (1969 - 1971) - Sotiris Sianos & Themis Vouitsis (1971 - 1972) - Themis Vouitsis (1972 - 1973) - Sotiris Sianos (1973 - 1974) - Sotiris Sianos (1974 - 1975) - Giorgos Chalkidis (1975 - 1977) - Sotiris Sianos (1977 - 1979) - Sotiris Sianos & Giorgos Chalkidis (1979 - 1980) - Giorgos Chalkidis (1980 - 1981) | - Giorgos Nasiopoulos (1981 - 1982) - Giorgos Chalkidis (1982 - 1983) - Giorgos Chalkidis (1983 - 1984) - Theofilos Kyventidis (1984 - 1985) - Theofilos Kyventidis / Christos Messelidis & Theofilos Kyventidis (1985 - 1986) - Theofilos Kyventidis (1986 - 1988) - Theofilos Kyventidis & Dimitris Liontos(1988 - 1989) - Petros Anastasiou (1989 - 1991) - Petros Anastasiou (1991 - 1992) - Giorgos Panagiotidis (1992 - 1994) - Dimitris Kranias (1994 - 1995) - Nikos Tsolakis (1995 - 1996) - Dimitris Kranias (1996 - 1997) - Nikos Tsolakis (1997 - 1998) - Dimitris Kranias (1998 - 1999) - Kostas Mellidis (1999 - 2002) | - Panagiotis Spyropoulos (2002 - 2007) - Giorgos Ntagkas (2007 - 2009) - Dimitris Danielidis / Vassilis Christopoulos & Dimitris Danielidis (2009 - 2010) - Nikos Charisis (2010) - Achilleas Stamoulis (2010 - 2011) - Achilleas Stamoulis & Giannis Michaltses (2011 - 2012) - Panagiotis Oustampasidis (2012 - 2013) - Panagiotis Oustampasidis & Nikos Pepelidis (2013 - 2014) - Nikos Kallinikos / Panagiotis Oustampasidis / Dimitris Afentoulis & Panagiotis Oustampasidis (2014 - 2015) - Panagiotis Oustampasidis & Grigoris Sarikalaitzidis (2015 - 2016) - Grigoris Sarikalaitzidis (2016 - 2017) |

### Entraîneurs du club
| - Bairaktaris (1969 - 1970) - Dimitrios Kalogiannis (1974 - 1975) - Pavlos Grigoriadis (1975 - 1976) - Dimitrios Tzimas (1976) - Nikos Alefantos (1978) - Kazimierz Górski (1978) - Savvas Vasiliadis (1980) - Dimitrios Tzimas (1980 - 1982) - Vassilis Daniil (1982 - 1983) - Dimitrios Tzimas (1983) - Georgios Paraschos (1989 - 1992) - Spyros Livathinos (1996) | - Giánnis Goúnaris (1996) - Nikolaos Tsakalis (1996) - Anestis Afentoulidis (1996) - Konstantinos Tsagalidis (1996 - 1997) - Tzimis Alexiou (1998) - Dionysis Beslikas (2002 - 2003) - Gjoko Hadžievski (2003 - 2004) - Georgios Simeoforidis (2004) - Paschalis Dimitriou (2004) - Čedomir Đoinčević (2004 - 2005) - Paschalis Dimitriou (2005) - Stoycho Mladenov (2005) | - Vasilis Antoniadis (2005) - Paschalis Dimitriou (2005) - Boris Nikolov (2005) - Gjoko Hadžievski (2005 - 2006) - Ilias Apostolidis (2006 - 2009) - Miodrag Ćirković (2009) - Paschalis Dimitriou (2009) - Enrico Fabbro (2009 - 2010) - Paschalis Dimitriou (2013) - Paschalis Dimitriou (2014) - Ilias Valis (2014) - Žarko Jelicić (2019 - ) |

### Joueurs du club

#### Anciens joueurs du club
| - Nikos Sarganis - Antonis Minou - Anestis Afentoulidis | - Giorgos Paraschos - Kyriákos Karataïdis - Minas Hantzidis | - Alexis Alexiadis - Björn Enqvist |

#### Effectif actuel[Quand?]
| Gardiens - - Xenofontas Mantzios - Panayiotis Fragakis Défenseurs - - Stefanos Skentos | Milieux - - Stefanos Skentos - Ilami Halimi - Dejan Komljenovic - Christos Lazaridis - Marko Josic - Alexandros Tsemperidis | Attaquants - - Christos Mingas - Giorgos Sikalopoulos - Lencho Skibba |